# Jean-Baptiste-Marie Lacombe
Pour les articles homonymes, voir Lacombe.
Jean-Baptiste-Marie Lacombe, né le 14 février 1760 à Toulouse, guillotiné le 14 aout 1794 à Bordeaux, est un instituteur et magistrat occasionnel, connu comme le président de la Commission militaire révolutionnaire de Bordeaux sous la  Terreur.

## Biographie
Jean-Baptiste-Marie Lacombe nait à Toulouse en 1760. Second fils d'une famille de modestes artisans, il bénéficie d'une bonne éducation, assurée par un ecclésiastique.
Il épouse le 28 janvier 1784, à 24 ans, Jeanne Lagarde, fille d'une famille paysanne de Blagnac, avec laquelle il aura quatre enfants.
En 1784, Lacombe ouvre une école  à Toulouse. En 1787, il s'installe à Bordeaux  et continue à enseigner comme maitre de pension et instituteur dans différents quartiers de la ville. A cette fin, il est inscrit dans la corporation des maitres écrivains en février 1788.
Lors de la Révolution, il se signale par ses sentiments patriotiques, adhère à des clubs révolutionnaires, s'inscrit à la Loge maçonnique du Saint-Esprit et rejoint le Club des Amis de la Constitution en avril 1791. Il est exclu de ce club favorable aux Girondins en février 1793. Il fonde une nouvelle pension nommée « École Nationale », s'inspirant des principes révolutionnaires et s'établit pour quelques mois, à Sainte-Foy-la-Grande, en mars 1793. Revenu à Bordeaux à l'automne 1793, au moment où les Girondins pourchassés se réfugient à Saint-Émilion. Considéré comme un jacobin convaincu, il rencontre Tallien et est nommé, le 21 octobre 1793, président de la Commission militaire de Bordeaux.

## Président de la Commission militaire
Durant la Terreur, dans les départements les plus affectés par les mouvements hostiles à la Révolution française, les représentants en mission installent des commissions militaires révolutionnaires, tribunaux d'exception, distincts des tribunaux militaires, spécialisés dans le jugement des faits en rapport avec l'état de guerre et dans le châtiment des activités contre-révolutionnaires.
Sont visés ceux qui «conspirent contre l'unité ou l'indivisibilité de la République », les émigrés, les prêtres réfractaires, les « accapareurs », les fonctionnaires corrompus...
A Bordeaux, une commission militaire, créée par arrêté du 21 octobre, est installée le 23 octobre 1793 et siège rue Monbazon. Jean-Baptiste-Marie Lacombe en est le premier et seul président. Ses membres portent des uniformes militaires. À 34 ans, Lacombe officie en costume chamarré de général.
Un Comité de surveillance établit la liste des étrangers et des suspects pour les renvoyer devant la Commission militaire, tribunal composé de sept membres. La commission, animée par l'idéologie égalitaire et anticapitaliste du jacobinisme, vise en particulier le monde marchand. Négociants, courtiers, marchands sont frappés de lourdes amendes, dont une grande partie du montant est détourné.
Pour la totalité de sa période d'activité, du 23 octobre 1793 au 31 juillet 1794, la commission militaire de Bordeaux, durant 157 séances sur 282 jours, fait comparaitre 898 prévenus, prononce 376 acquittements et 302 condamnations à mort. Elle distribue en outre des amendes, pour un total de 6 940 300 livres.
Parmi ses victimes sont douze sœurs catholiques, guillotinées sur la place Gambetta par ordre de Lacombe, choix arbitraire dirigé contre la religion catholique. Leurs crânes se trouvent dans un tombeau de la nef latérale nord de la Basilique Saint-Seurin de Bordeaux.

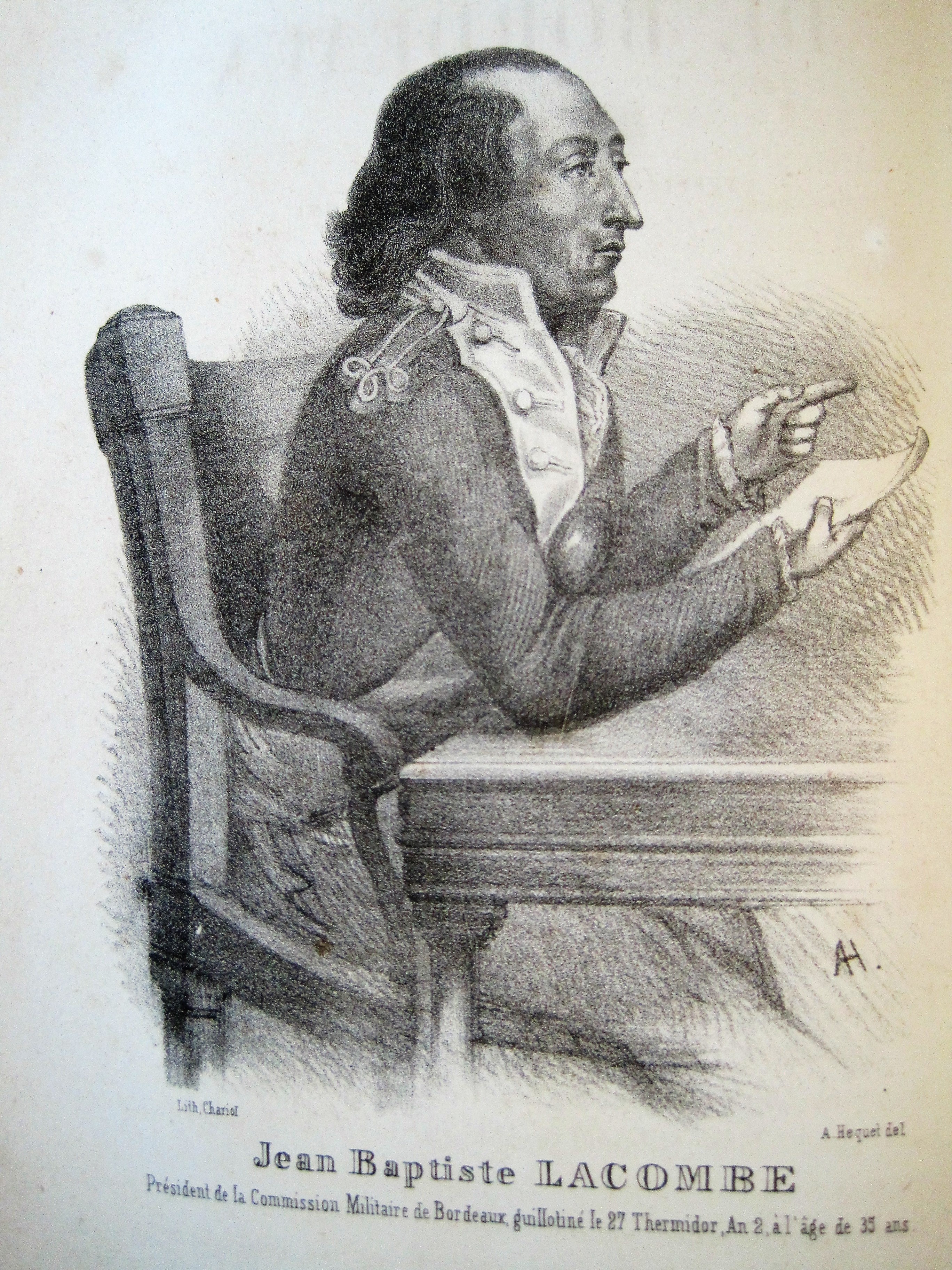
Jean Baptiste Lacombe Président de la Commission militaire de Bordeaux
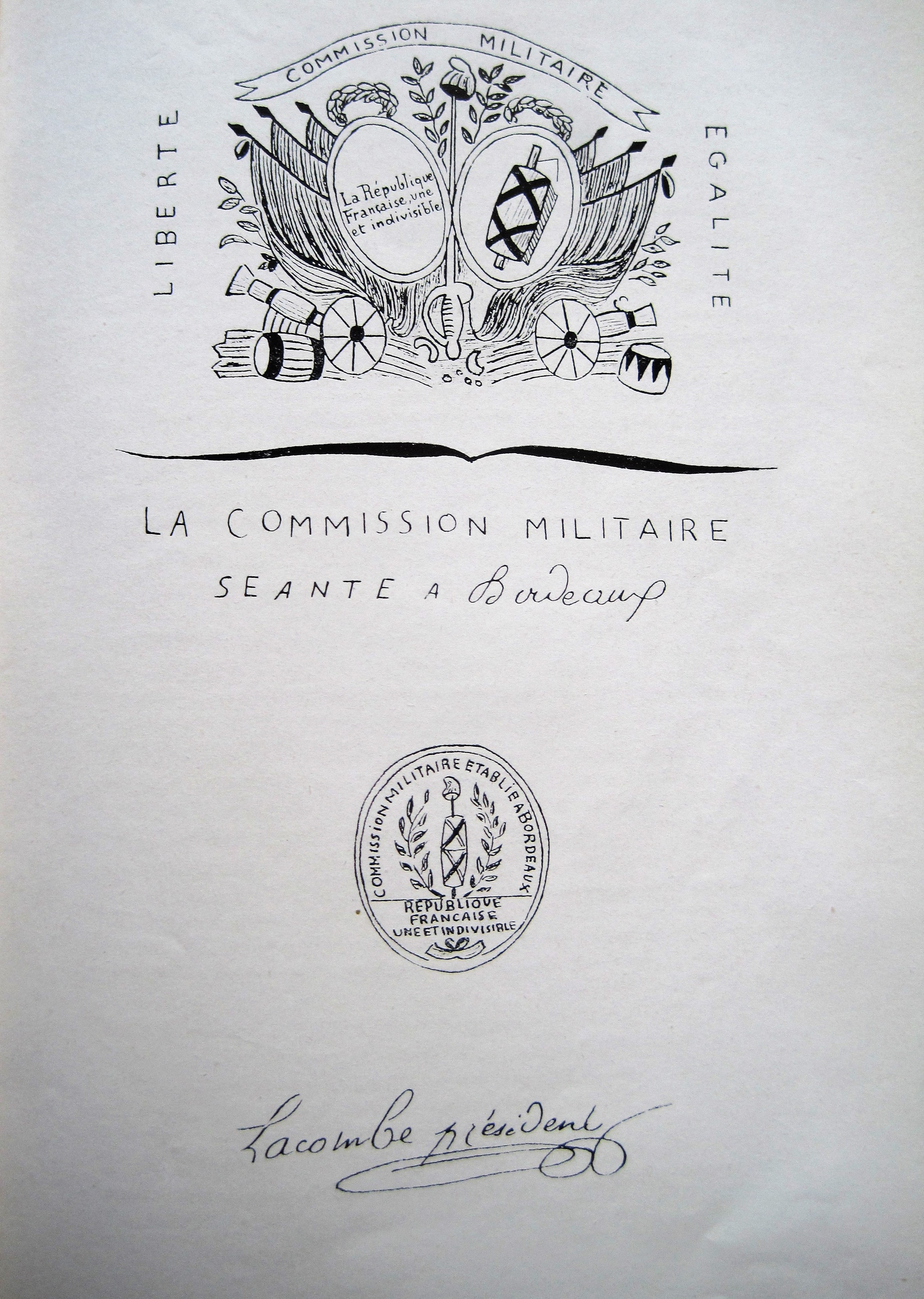
La Commission militaire séante à Bordeaux. Signature : Lacombe, Président

## Procès et exécution

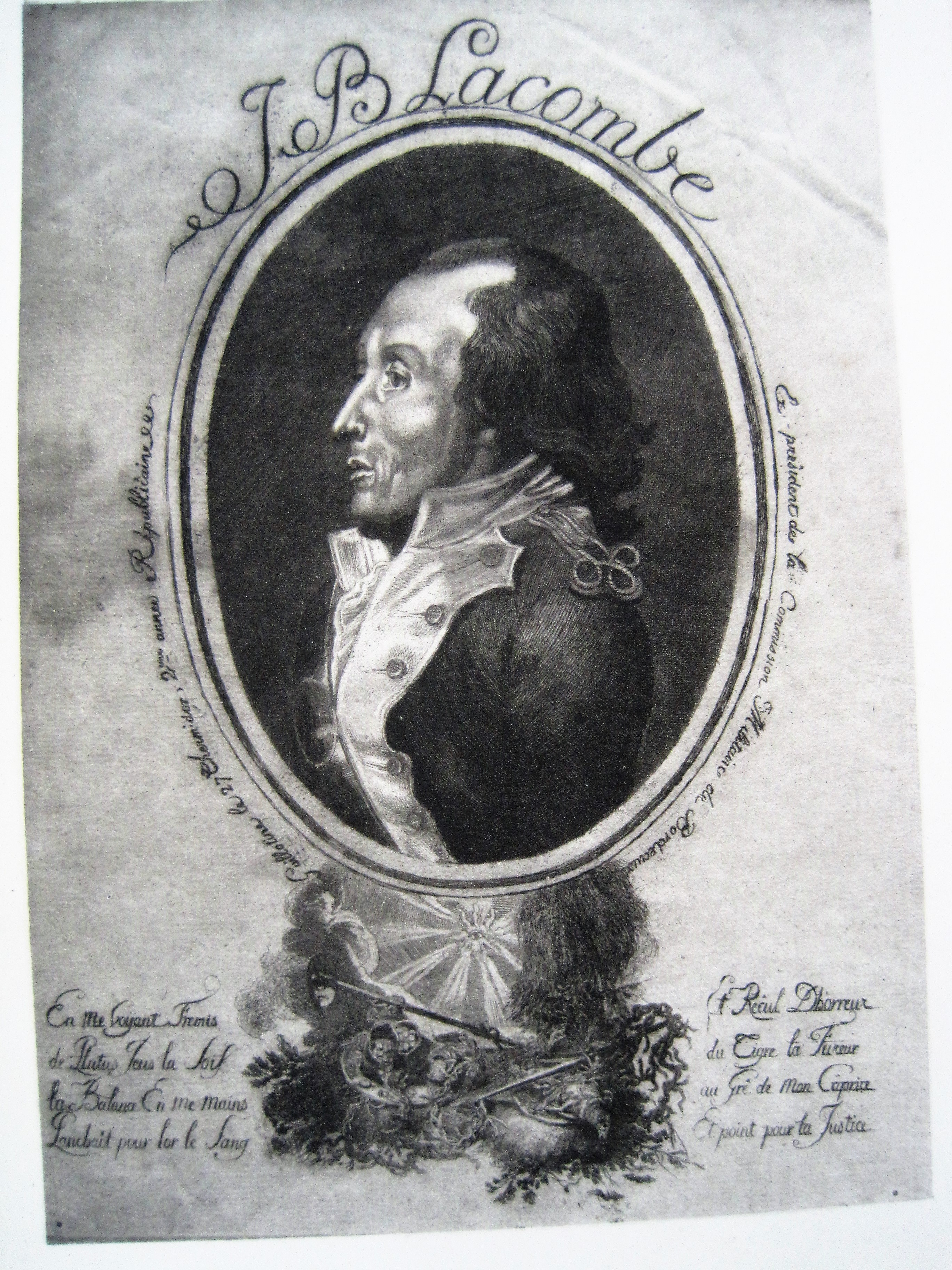
Jean-Baptiste-Marie Lacombe.

Le président Lacombe monnaye souvent son indulgence. Après la chute de Robespierre, il est arrêté pour prévarication le 15 thermidor an II (2 août 1794) au petit matin à son domicile de la rue Immortelle. L'ordre est signé le 14 thermidor an II (1er août 1794) par le conventionnel Garnier de Xantes, agent du Comité de salut public.
Lacombe est aussitôt conduit devant le Comité de surveillance qui tente de lui faire avouer ses méfaits en organisant des confrontations. Une nouvelle commission militaire est composée pour le juger, présidée par Lataste.
Le procès de Lacombe a lieu le 27 thermidor an II (14 août 1794) à l'ancien couvent des Minimes. Lacombe reconnait ses crimes et déclare « avoir mérité la mort ». Déclaré traitre à la Patrie, ennemi du peuple, il est condamné pour exaction, concussion, prévarication, corruption des mœurs et de l'esprit public à la peine de mort et exécuté le jour même. Tous ses biens sont confisqués. Il est guillotiné place Nationale. La foule s'empare de sa dépouille pour la mutiler. Sa tête est promenée dans la ville au bout d'une pique. Le même jour, un arrêté de Claude-Alexandre Ysabeau fait enlever la guillotine qui était en permanence en fonction depuis dix mois.
Son épouse Jeanne Lagarde, veuve Lacombe, est condamnée à la peine de vingt ans de gêne.
Divers couplets ou chansons commémorent l'événement. Au bas du portrait de Lacombe en médaillon figure le quatrain :
« En me voyant, frémis et recule d'horreur

De Plutus j'eus la soif, du tigre la fureur

La balance en mes mains, au gré de mon caprice

Penchait pour l'or, le sang, jamais pour la justice »
Le président Lacombe laisse donc le souvenir d'un révolutionnaire sanguinaire et corrompu, même si des travaux universitaires ultérieurs ont tenté d'atténuer l'image, en démontant certaines accusations, en dévoilant les intrigues et en analysant le fonctionnement de la juridiction collégiale qu'il présidait. Le jugement prononçait la confiscation de ses biens, mais il n'en fut trouvé aucun à confisquer.